# Uvaroviella marmorata
Uvaroviella marmorata is een rechtvleugelig insect uit de familie krekels (Gryllidae). De wetenschappelijke naam van deze soort is voor het eerst geldig gepubliceerd in 1892 door Redtenbacher.